# Karin Zorn
Karin Zorn (...) è una modella austriaca, vincitrice del titolo di Miss Europa 1980.

## Biografia
Proveniente dalla Stiria, Karin Zorn era stata eletta Miss Austria 1979, ed aveva partecipato nel corso dello stesso anno anche a Miss Mondo ed a Miss Universo, ma in entrambi i concorsi non aveva passato le prime selezioni.
La finale del concorso di Miss Europa si tenne il 2 marzo 1980 a Puerto de la Cruz in Spagna e vide trionfare la Larsen su venti concorrenti.
Dopo la vittoria del titolo, Karin Zorn ottenne un contratto con la prestigiosa agenzia di moda Wilhelmina Models, grazie al quale intraprese la carriera di modella professionale.